# Кампозанто
Кампозанто (італ. Camposanto) — муніципалітет в Італії, у регіоні Емілія-Романья,  провінція Модена.
Кампозанто розташоване на відстані близько 340 км на північ від Рима, 37 км на північний захід від Болоньї, 23 км на північний схід від Модени.
Населення — 3188 осіб (2014).
Щорічний фестиваль відбувається 6 грудня. Покровитель — святий Миколай.

## Демографія
Населення за роками:

Станом на 1 січня 2023 року в муніципалітеті офіційно проживало 606 іноземців з 34 країн, серед них 54 громадяни країн Євросоюзу та 15 громадян України.

## Сусідні муніципалітети
- Бомпорто
- Кревалькоре
- Фінале-Емілія
- Медолла
- Раварино
- Сан-Феліче-суль-Панаро
- Сан-Просперо